# Pterolophia jiriensis
Pterolophia jiriensis là một loài bọ cánh cứng trong họ Cerambycidae.